# تايلر غريشام
تايلر غريشام (بالإنجليزية: Tyler Grisham)‏ هو لاعب كرة قدم أمريكية أمريكي، ولد في 11 يونيو 1987.

## وصلات خارجية
- تايلر غريشام على موقع مرجع كرة القدم المحترفة.كوم (الإنجليزية)